# Senillé

Senillé este o comună în departamentul Vienne, Franța. În 2009 avea o populație de 674 de locuitori.